# 哈巴尼亚湖
哈巴尼亚湖（阿拉伯语：‎ Buhayrat al-Habbaniyah）一译海巴尼耶湖，位于伊拉克西部安巴尔省境内，北临幼发拉底河，为一浅水微咸湖泊，面积140平方千米。富有防洪和灌溉之利。湖滨主要城市有拉马迪，哈巴尼亚。